# Bobby Kim
Dans ce nom coréen, le nom de famille, Kim, précède le nom personnel.
Bobby Kim (coréen: 김도균), de son vrai nom Kim Do-kyun (coréen: 바비 킴), né le 12 janvier 1973 à Séoul, est un chanteur américain d'origine coréenne, leader du trio Buga Kingz et ancien membre du groupe Dr. Reggae. Il est surnommé le « grand-père du rap » puisqu’il a fait partie de la première génération d’artistes à avoir introduit le hip-hop en Corée du Sud et le « parrain de la soul. »

## Biographie

### Jeunesse et débuts
Kim Do-kyun est le fils du trompettiste Kim Young-geun. Sa famille a déménagé aux États-Unis en 1975. Pendant ses années de lycée, il a travaillé dans une boite de nuit et dans des clubs du métro de San Francisco en tant que rappeur et a notamment participé à des défilés de mode. À l'école, il était victime de discrimination raciale et avant d'aller l'école, il était réticent à l'idée qu'il soit le sujet de moqueries. En 1993, il emménage en Corée du Sud pour commencer sa carrière musicale et intègre le groupe de reggae Dr. Reggae.
Bobby Kim rejoint le groupe Dr. Reggae, formé en 1992 par Kim Jang-youn, Yang In et Choi Eun-chang, premier groupe à avoir introduit la musique reggae en Corée du Sud. En 1993, le groupe sort leur mini-album, Dr. Reggae With Taavi Mote. En 1995, Kim Jang-youn a été intercepté en train de fumer de la marijuana au milieu d'une répression policière et une affaire de consommation de cannabis entraîne la dissolution du groupe.

### Carrière solo
Bobby Kim n'a pas beaucoup de succès en faisant partie des sept membres du groupe Dr. Reggae. Après la dissolution du groupe, Bobby Kim sort son premier album Holy Bumz Presents en 1998. Il déclare ne pas considérer cet album comme son premier album officiel. Par conséquent, son second album sorti en 2004, Beats Within My Soul est son premier album officiel, même s'il est autour de la scène musicale depuis de nombreuses années.
En avril 2012, il collabore avec la chanteuse Gummy pour la chanson People These Days, la deuxième partie de la chanson Love Recipe publiée en 2010. Le 6 juillet 2012, il publie son sixième album Old and New qui contient des titres de ses anciennes chansons. En mai 2014, Bobby Kim chante la chanson Stranger pour la bande originale de la série télévisée Doctor Stranger.

## Discographie

### Collaborations
| Année | Single                                                                          | Album promu               |
| ----- | ------------------------------------------------------------------------------- | ------------------------- |
| 2004  | It's Alright, It's Allgood (feat. T) 나 같은 남자 (feat. T)                     | Beats Within My Soul      |
| 2004  | Insomnia (불면증) (feat. Dynamic Duo)                                           | Taxi Driver               |
| 2006  | 오늘 은 그대 와 하늘 위로 (feat. Brown Eyed Girls)                              | Your Story                |
| 2006  | Two Stories (feat. Jeon Je-duk)                                                 | What Is Cool Change       |
| 2007  | Bad Boy (나쁜 놈) (feat. JED)                                                   | Jed Show                  |
| 2007  | The Situation of a Man And a Woman (그 남자 그 여자의 사정) (feat. Dynamic Duo) | Love Is Enlightened       |
| 2008  | Shadow Games (그림자 놀이) (feat. Kim Jin-pyo)                                  | Galanty Show              |
| 2009  | Love Sick (러브 시크) (feat. Gilme)                                             | The 1st Purpledream Sound |
| 2009  | Long Vacation (기나긴 여행) (feat. Leo Kekoa)                                   | 검은띠                    |
| 2010  | Love Recipe (러브 레시피) (feat. Gummy)                                         | Loveless                  |

### Musiques sur écran
| Date de sortie | Titre                       | Titre original        | Chansons                                                            |
| -------------- | --------------------------- | --------------------- | ------------------------------------------------------------------- |
| 2005           | Fashion 70's                | 패션 70s              | Weak Guy (약한 남자)                                                |
| 2007           | War of Money                | 쩐의 전쟁             | One day like a year (일 년을 하루같이)                              |
| 2007           | The Devil                   | 마왕                  | Back Step (뒷걸음)                                                  |
| 2008           | When It's At Night          | 밤 이면 밤 마다       | Love Journey (사랑탐험)                                             |
| 2009           | Dream                       | 드림                  | Dead or Alive (죽기 아니면 살기)                                    |
| 2009           | Heading to the Ground       | 맨땅에 헤딩           | Look at the Sky (하늘을 봐)                                         |
| 2009           | Friend, Our Legend          | 친구, 우리들의 전설   | Only You (오직 그대만)                                              |
| 2009           | Soul Special                | 쏘울 스페셜           | My Girl                                                             |
| 2010           | Home Sweet Home             | 즐거운 나의 집        | Still (그래도)                                                      |
| 2010           | Dr. Champ                   | 닥터챔프              | Fall in Love With You                                               |
| 2011           | Couple Clinic: Love and War | 부부클리닉 사랑과전쟁 | Only You                                                            |
| 2011           | Glory Jane                  | 영광 의 재인          | Heartburn (가슴앓이)                                                |
| 2011           | Myung Wol the Spy           | 스파이 명월           | While We Can Love (feat. Gil Hak-mi) Afraid of Love (사랑이 무서워) |
| 2013           | Goddess of Fire             | 불의 여신 정이        | Forever You (영원히 너를)                                           |
| 2013           | Gold, Appear!               | 금 나와라, 뚝딱!      | Thank You!                                                          |
| 2014           | Doctor Stranger             | 닥터 이방인           | Stranger (이방인)                                                   |

## Tournées
- Avril 2011 : 2011 Bobby Kim National Tour Concert 'Soul Together' (Corée du Sud)
- Octobre 2012 : Bobby Kim Australia Tour (Australie, États-Unis)